# Fantasy Zone II: The Tears of Opa-Opa
Fantasy Zone II: The Tears of Opa-Opa un jeu vidéo de Shoot 'em up développé par Sega, est sorti en 1987 sur Master System. Le jeu est par la suite posté sur différents systèmes de jeux comme sur borne d'arcade et NES (Sunsoft) en 1988, puis sur MSX2 en 1989
Fantasy Zone II est réédité sur la console virtuelle de la Wii en 2009 en 2014, et un remake sort sur Nintendo 3DS.

## Postérité
Fantasy Zone II: The Tears of Opa-Opa connait plusieurs suites. En 1987, le jeu intitulé Fantasy Zone: The Maze sort en arcade et sur Master System. En 1991, Fantasy Zone sort sur Game Gear. En 1993, Super Fantasy Zone est édité sur Mega Drive.
Un jeu dérivé est publié en 1988 au Japon sous le titre Galactic Protector sur Master System, dans lequel figure le vaisseau Opa-Opa. Le jeu nécessite l'usage du paddle spécifique à la console.